# Lo Mejor de A.B. Quintanilla III y Los Kumbia Kings
Lo Mejor de A.B. Quintanilla III y Los Kumbia Kings es el quinto álbum recopilatorio de A.B. Quintanilla III y Los Kumbia Kings. Fue lanzado el 1 de julio de 2016 por Capitol Latin y Universal Music Latin Entertainment. Lo Mejor de A.B. Quintanilla III y Los Kumbia Kings es el segundo álbum lanzado después de la ruptura de Kumbia Kings y fue lanzado diez años después de su ruptura de 2006.

## Lista de canciones
| N.º | Título                                                  | Escritor(es) | Duración |  |
| 1.  | «Na Na Na (Dulce Niña)»                                 | A.B. Quintanilla III, Cruz Martínez, Luigi Giraldo | 3:27     |  |
| 2.  | «Pachuco»                                               | Tiki, Aldo Rubén Acuna Yance, Eulalio Cervantes Galarza, Enrique Montes Arellano, Adrián Navarro Maycotte, Rolando Javier Ortega Cuenca, José Luis Paredes Pacho | 3:45     |  |
| 3.  | «Mi Gente» (con Ozomatli)                               | A.B. Quintanilla III, Asdru Sierra, Jiro Yamaguchi, Raúl Pacheco, Justin Poree, Luigi Giraldo, Nir Seroussi                                                      | 4:21     |  |
| 4.  | «No Tengo Dinero» (con Juan Gabriel y El Gran Silencio) | Juan Gabriel | 4:53     |  |
| 5.  | «Shhh!»                                                 | A.B. Quintanilla III, Cruz Martínez, Luigi Giraldo | 3:50     |  |
| 6.  | «La Cucaracha»                                          | A.B. Quintanilla III, Cruz Martínez, Jason "DJ Kane" Cano, Nick "DJ Franz" Washington                                                                            | 3:27     |  |
| 7.  | «Te Quiero a Ti»                                        | A.B. Quintanilla III, Ricky Vela | 3:17     |  |
| 8.  | «Azúcar» (con Fito Olivares)                            | A.B. Quintanilla III, Luigi Giraldo, Edward Palmieri | 3:30     |  |
| 9.  | «Boom Boom»                                             | A.B. Quintanilla III, Cruz Martínez, Luigi Giraldo | 4:14     |  |
| 10. | «Baila Esta Kumbia» (En Vivo)                           | A.B. Quintanilla III, Pete Astudillo | 3:53     |  |
| 11. | «Desde Que No Estás Aquí»                               | A.B. Quintanilla III, Luigi Giraldo | 3:41     |  |
| 12. | «Se Fue Mi Amor»                                        | A.B. Quintanilla III, Luigi Giraldo, Pete Astudillo | 3:06     |  |
| 13. | «Me Estoy Muriendo»                                     | A.B. Quintanilla III, Ricky Vela, Luigi Giraldo | 3:55     |  |
| 14. | «Reggae Kumbia» (con Vico C)                            | A.B. Quintanilla III, Vico C | 3:52     |  |
| 15. | «Chiquilla»                                             | A.B. Quintanilla III, Luigi Giraldo | 3:22     |  |
| 16. | «Dime Por Qué»                                          | A.B. Quintanilla III, Ricky Vela | 3:48     |  |
| 17. | «Dime Quién»                                            | A.B. Quintanilla III, Ricky Vela | 3:24     |  |
| 18. | «Me Enamoré»                                            | A.B. Quintanilla III, Cruz Martínez, Luigi Giraldo | 3:21     |  |

## Posicionamiento en listas
| Listas (2016)                               | Mejor posición |
| ------------------------------------------- | -------------- |
| Estados Unidos (Billboard Latin Pop Albums) | 13             |